# سربه‌زیر (ماهی)
سربه‌زیر (ماهی) (نام علمی: Selene vomer) نام یک گونه از سرده سربه‌زیرها است.

## نگارخانه

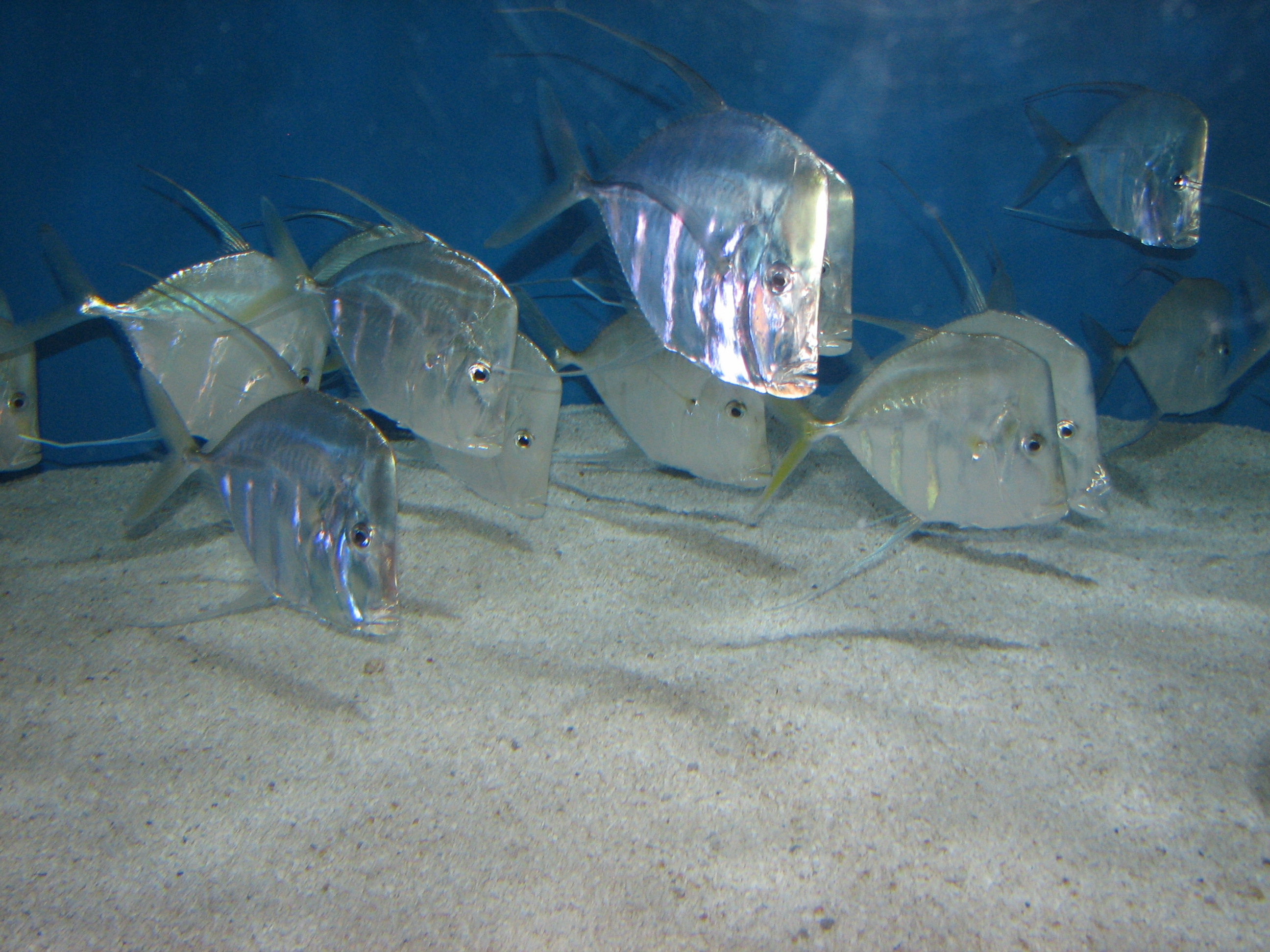
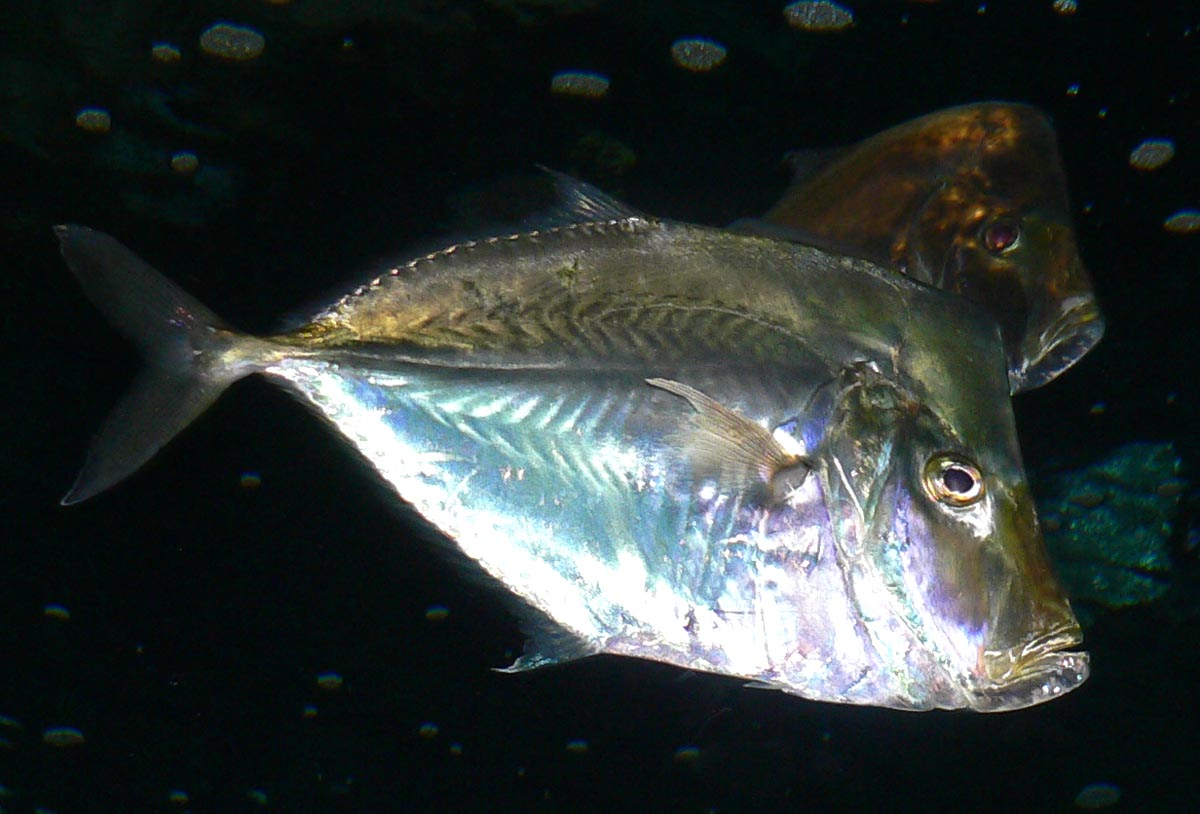
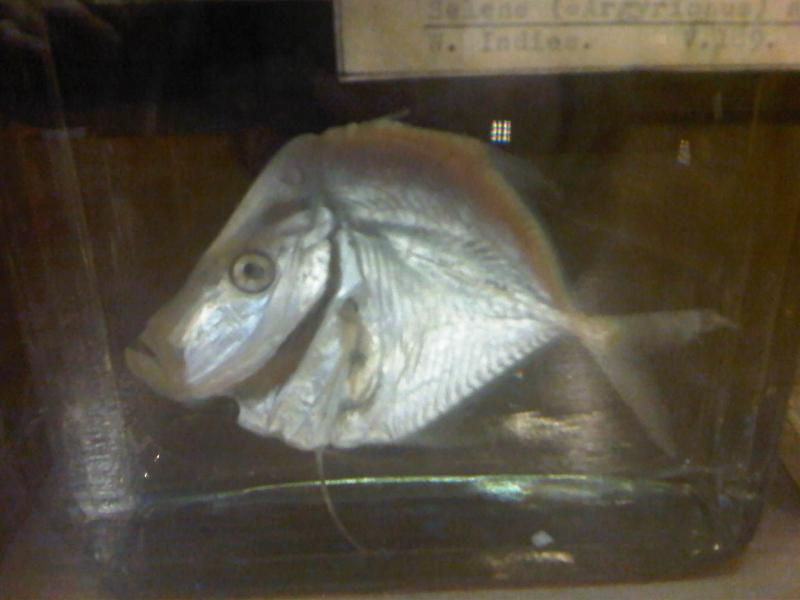
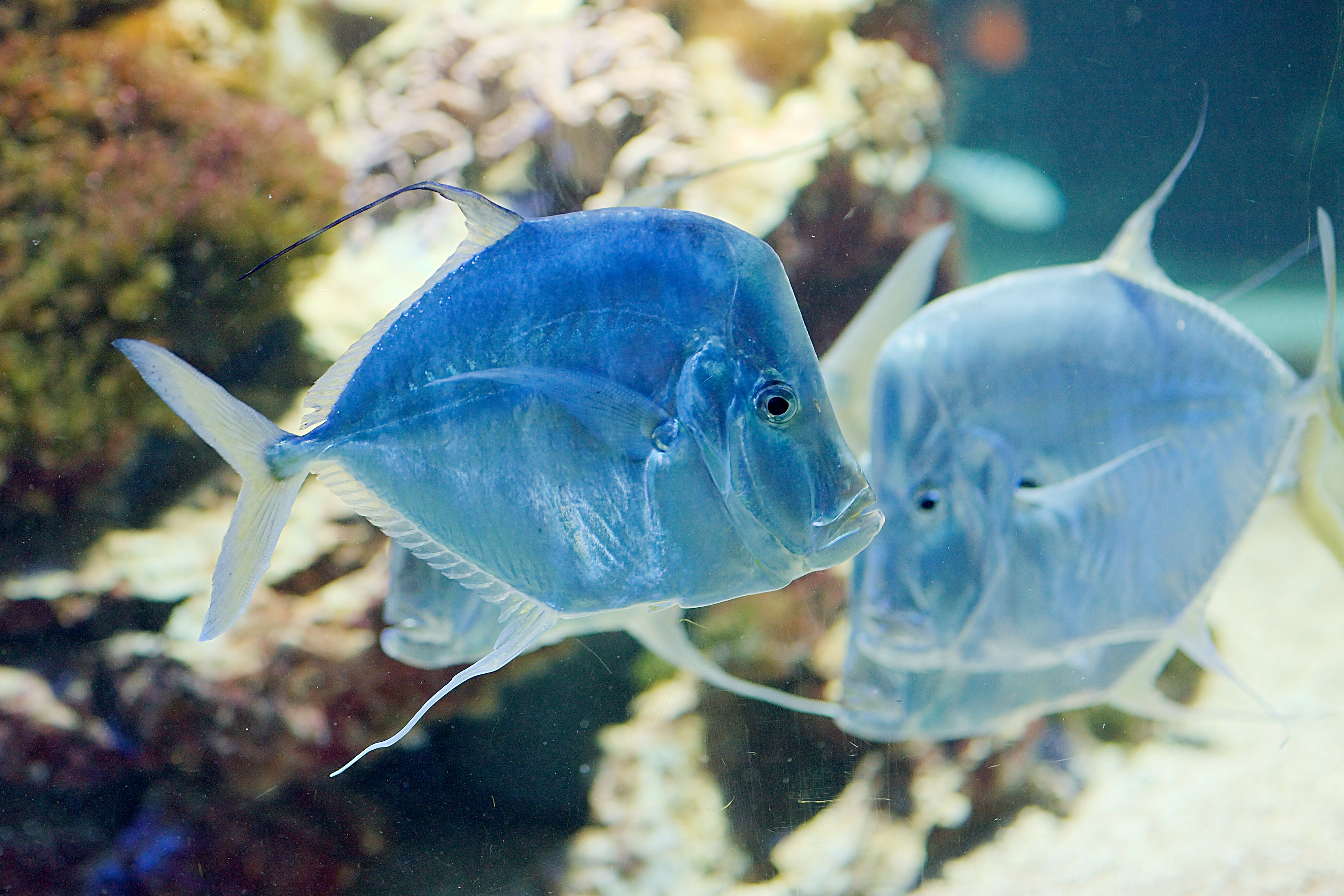
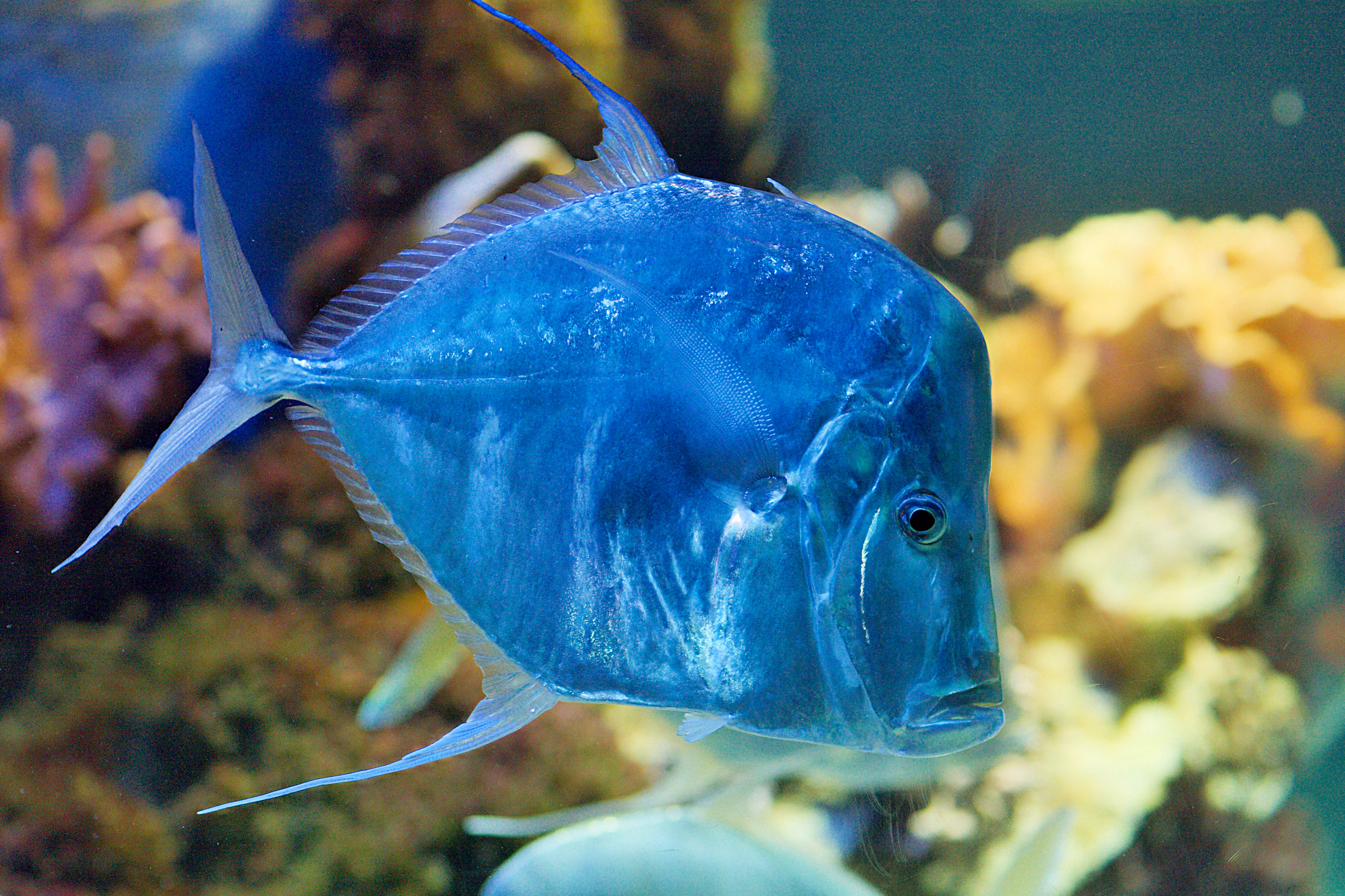
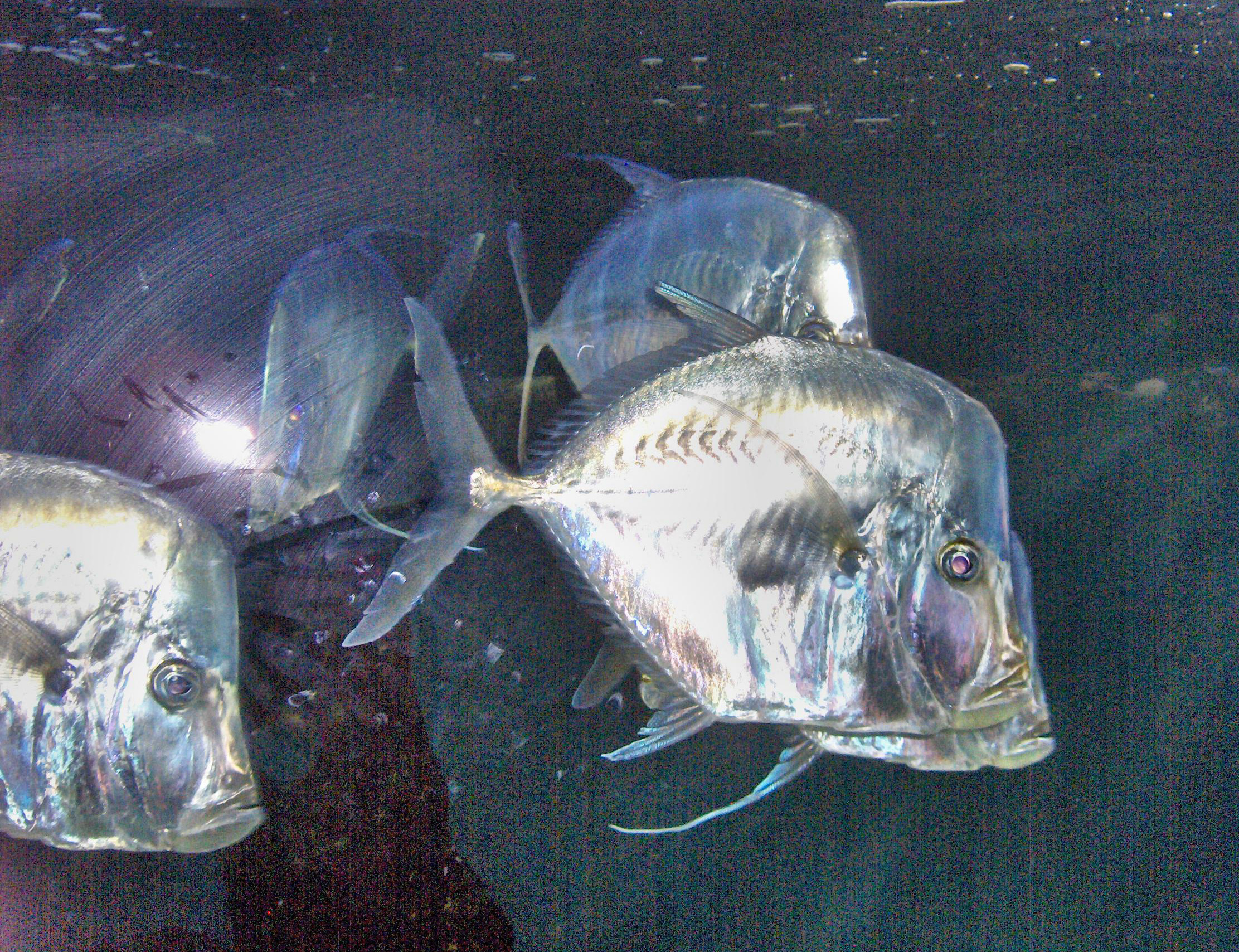
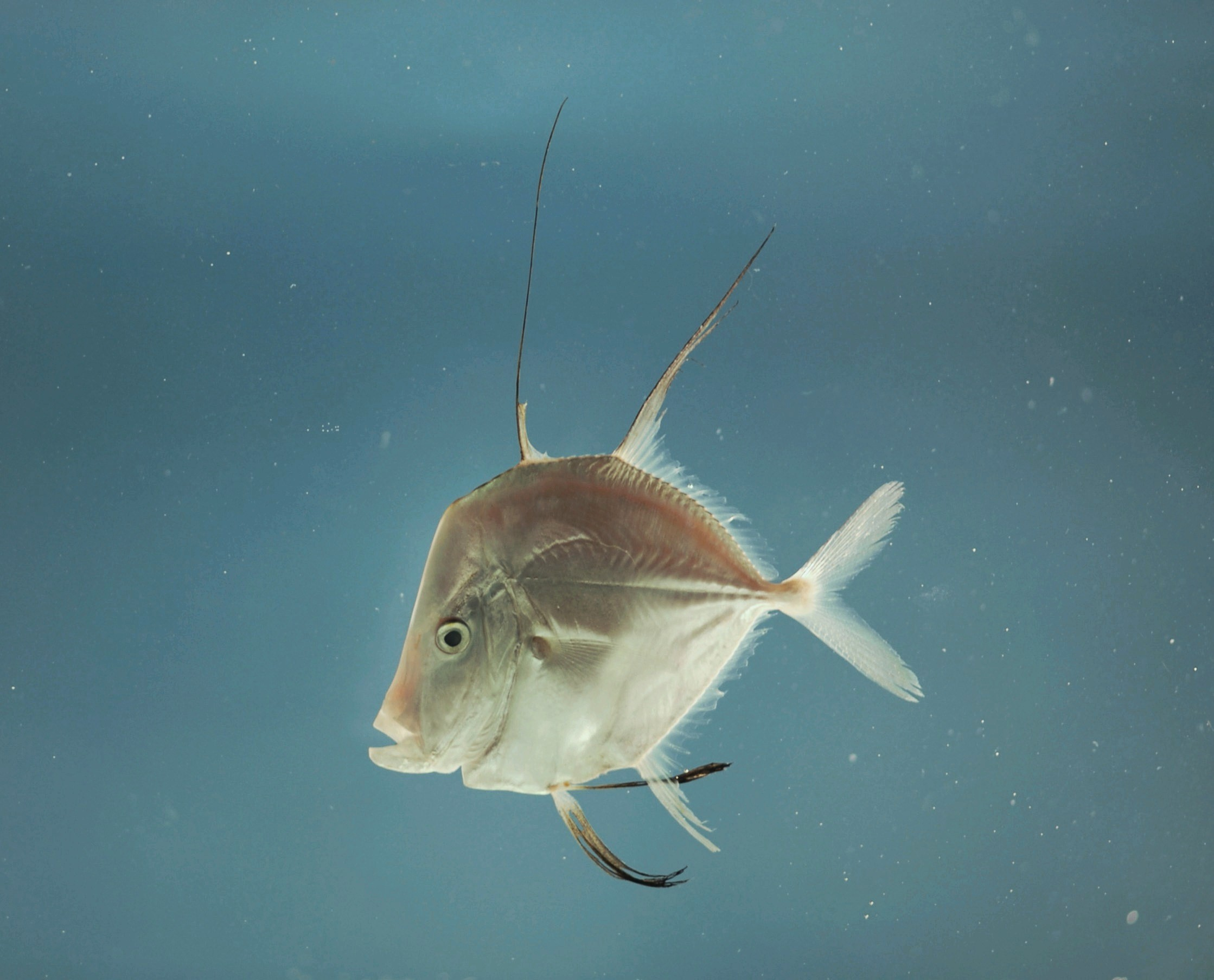
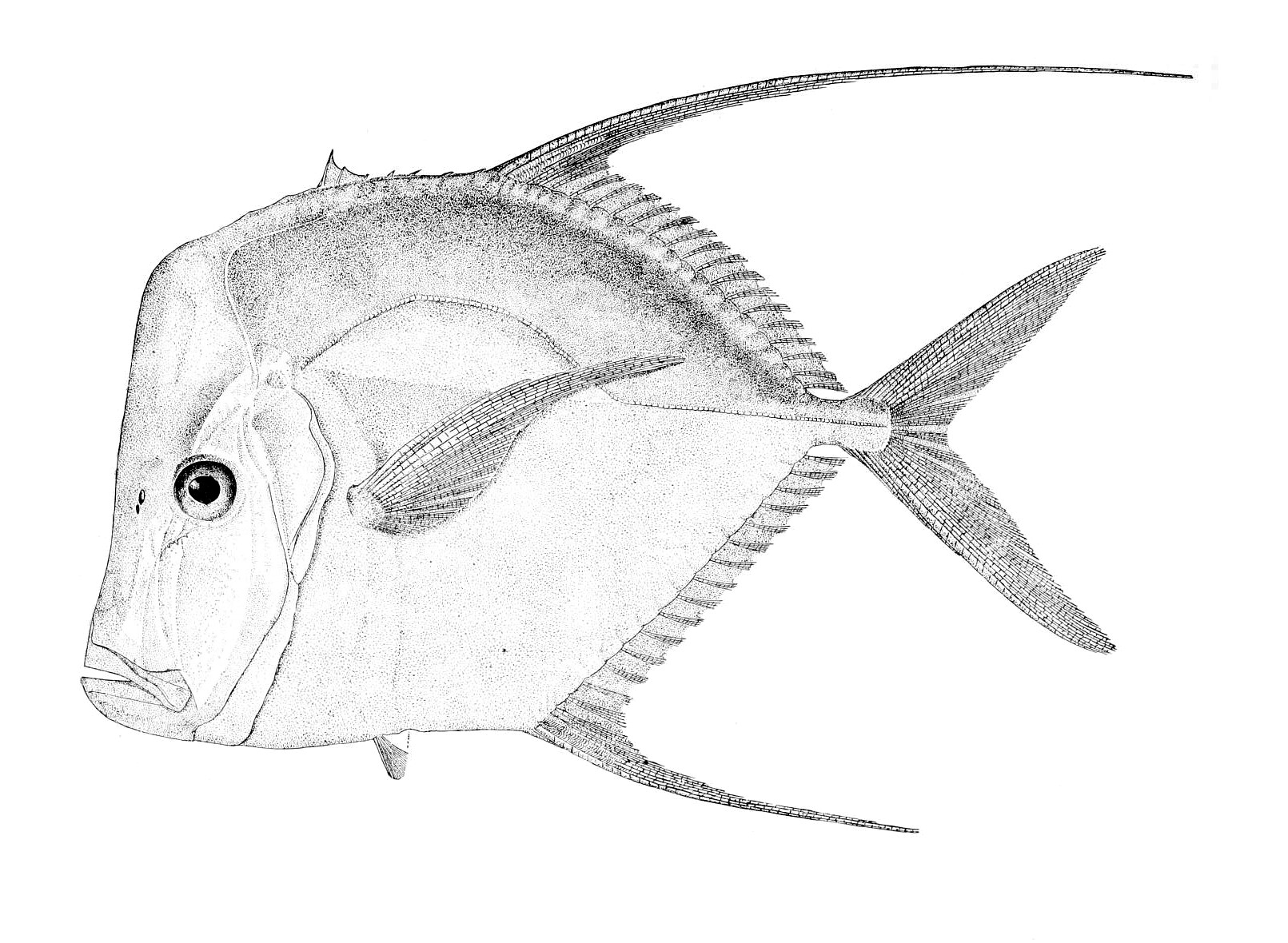